# Kunstwerk Sammlung Klein

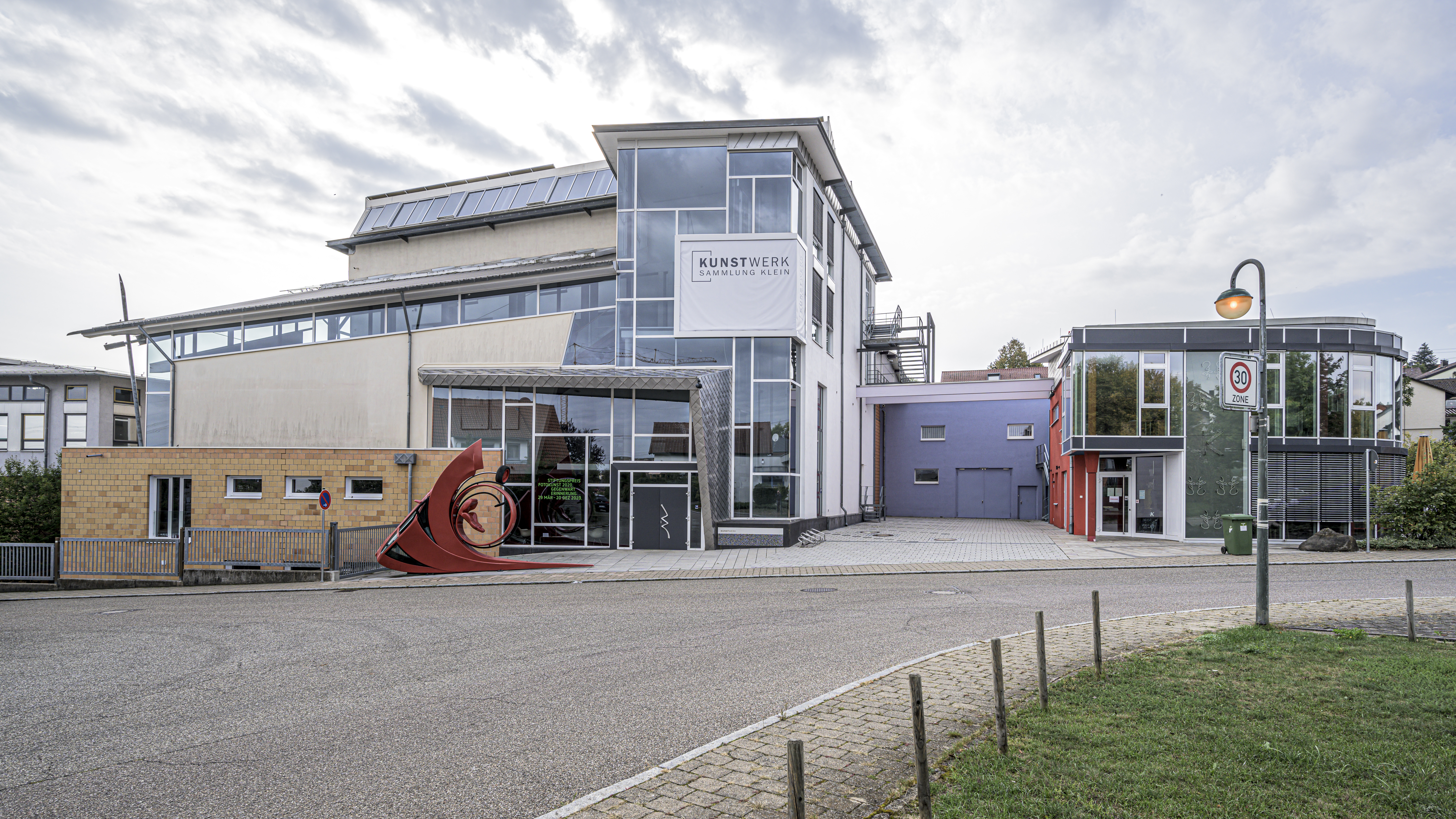
Museum Kunstwerk Sammlung Klein

Das Kunstwerk Sammlung Klein ist ein privates Kunstmuseum des Unternehmerehepaars Alison Klein und Peter W. Klein (1947–2023) in Eberdingen-Nussdorf, etwa 35 Kilometer nordwestlich von Stuttgart. Die Sammlung umfasst rund 2000 Werke zeitgenössischer Kunst, die seit den 1980er Jahren angekauft wurden. Sammlungsschwerpunkt ist neben Malerei, Zeichnung und Fotografie auch die Kunst der australischen Aborigines.
Das privat finanzierte Museum wird von der Alison und Peter Klein Stiftung getragen, die unter anderem von 2009 bis 2011 den mit 10.000 Euro dotierten „Stiftungspreis für Fotokunst“ vergeben hat. Preisträger waren Christine Fenzl (2009), Stephanie Kiwitt (2010), Sascha Weidner (2011) und Andrea Grützner (2020). Gemeinsam mit den Fotografien der jeweiligen Finalisten wurden ihre Arbeiten im Kunstwerk ausgestellt.
Seit 2007 ist die Sammlung in einem vom Pforzheimer Architekturbüro Folker Rockel entworfenen Museumsbau der Öffentlichkeit zugänglich. Auf rund 1000 m² Fläche, die sich über vier Ebenen erstreckt, sind jährlich zwei Ausstellungen mit Werken der Sammlung zu sehen. Das gesamte Museum ist barrierefrei erschlossen. Im Nebengebäude befindet sich seit 2012 das CafeK.

## Künstler
Zu den Künstlern der Sammlung gehören unter anderen Daniele Buetti, Gregory Crewdson, HAP Grieshaber, Gottfried Helnwein, Katharina Hinsberg, Alex Katz, Anselm Kiefer, Karin Kneffel, Dieter Krieg, Rosa Lachenmeier, Josephine Meckseper, Shirin Neshat, Max Neumann, Markus Oehlen, Julian Opie, Sigmar Polke, Arnulf Rainer, Robert Rauschenberg, Gerhard Richter, Sean Scully, Günther Uecker, Max Uhlig, Jorinde Vogt, Corinne Wasmuht und Beat Zoderer.